# Station Bry-sur-Marne
Bry-sur-Marne is een station in de Franse gemeente Bry-sur-Marne in het département Val-de-Marne. Bry-sur-Marne is een bovengronds station en ligt aan lijn A van het RER-netwerk.

## Geschiedenis
Het station is op 9 december 1977 geopend met één enkele uitgang.

## Het station
Het RER-station ligt in het stadscentrum van Bry-sur-Marne. RER A doet dienst via Bry-sur-Marne en heeft verschillende richtingen
- West
  - Cergy-le-Haut
  - Poissy

- Oost
  - Torcy
  - Station Marne-la-Vallée – Chessy

Op het station kan er gratis parkeerd worden.

## Overstapmogelijkheid
Er is een overstap mogelijk tussen RER A en vier buslijnen van het Parijse vervoersbedrijf RATP

## Vorig en volgend station
| Richting                   | Vorig station     | Lijn  | Volgend station             | Richting                 |
| -------------------------- | ----------------- | ----- | --------------------------- | ------------------------ |
| Cergy-le-Haut A3 Poissy A5 | Neuilly-Plaisance | RER A | Noisy-le-Grand - Mont d’Est | Marne-la-Vallée - Chessy |

## Trivia
- Het station telt twee sporen en twee perrons
- Bry-sur-Marne ligt in zone 4 van Passe Navigo